# 杨甫旺
杨甫旺（1962年—），云南省永仁县人，彝族，中华人民共和国政治人物、第十二届全国人民代表大会云南地区代表。
毕业于云南师范大学历史专业。加入中国农工民主党。2013年，担任云南省楚雄师范学院地方民族文化研究所副所长、研究员。